# Statistiche e record della Società Sportiva Calcio Bari

## Statistiche di squadra

### Partecipazione ai campionati
| Livello | Categoria           | Partecipazioni | Debutto   | Ultima stagione | Totale |
| ------- | ------------------- | -------------- | --------- | --------------- | ------ |
| 1º      | Prima Divisione     | 1              | 1924-1925 | 1924-1925       | 33     |
| 1º      | Divisione Nazionale | 2              | 1928-1929 | 1945-1946       | 33     |
| 1º      | Serie A             | 30             | 1931-1932 | 2010-2011       | 33     |
| 2º      | Seconda Categoria   | 2              | 1909-1910 | 1910-1911       | 54     |
| 2º      | Prima Divisione     | 2              | 1926-1927 | 1927-1928       | 54     |
| 2º      | Serie B             | 50             | 1929-1930 | 2025-2026       | 54     |
| 3º      | Serie C             | 9              | 1951-1952 | 2021-2022       | 10     |
| 3º      | Serie C1            | 1              | 1983-1984 | 1983-1984       | 10     |
| 4º      | IV Serie            | 2              | 1952-1953 | 1953-1954       | 3      |
| 4º      | Serie D             | 1              | 2018-2019 | 2018-2019       | 3      |

### Partecipazioni alle coppe nazionali
| Competizione         | Partecipazioni | Debutto   | Ultima stagione | Totale |
| -------------------- | -------------- | --------- | --------------- | ------ |
| Coppa Italia         | 66             | 1935-1936 | 2025-2026       | 74     |
| Coppa Italia Serie C | 6              | 1974-1975 | 2021-2022       | 74     |
| Coppa Italia Serie D | 1              | 2018-2019 | 2018-2019       | 74     |

### Partecipazioni alle competizioni internazionali
| Competizione     | Partecipazioni | Debutto | Ultima stagione | Totale |
| ---------------- | -------------- | ------- | --------------- | ------ |
| Coppa delle Alpi | 1              | 1970    | 1970            | 2      |
| Coppa Mitropa    | 1              | 1990    | 1990            | 2      |

In 91 stagioni sportive dall'esordio ufficiale, a livello nazionale nel Direttorio Divisioni Superiori nel 1926, come Foot-Ball Club Bari, compresi due tornei di Divisione Nazionale e due tornei cadetti antecedenti il girone unico. A metà degli anni Venti si registrò un primo tentativo di rinascita del club del 1908 nel Comitato Regionale Pugliese, con un campionato di Seconda Divisione 1923-1924 ed uno di Prima Divisione 1924-1925.

### Statistiche di squadra[2]

Il Bari della stagione 1983-1984, capace di raggiungere la semifinale di Coppa Italia nonostante la militanza in Serie C1.

- In Serie A il Bari ha disputato 1.010 partite, 258 sono le vittorie, 286 i pareggi, 466 le sconfitte, 978 i gol fatti, 1.514 i gol subiti (dato aggiornato al 22 maggio 2011, data dell'ultima partita del Bari in Serie A)
- In Serie B il Bari ha disputato 1.884 partite, 678 sono le vittorie, 661 i pareggi, 545 le sconfitte, 2.150 i gol fatti, 1.895 i gol subiti (dato aggiornato al 17 maggio 2025)
- In Serie C il Bari ha disputato 386 partite, 194 sono le vittorie, 124 i pareggi, 68 le sconfitte, 518 i gol fatti, 276 i gol subiti (dato aggiornato al 24 aprile 2022, data dell'ultima partita del Bari in Serie C)
- In Serie D il Bari ha disputato 94 partite, 56 sono le vittorie, 23 i pareggi, 15 le sconfitte, 163 i gol fatti, 68 i gol subiti (dato aggiornato al 5 maggio 2019, data dell'ultima partita del Bari in Serie D)
- Nel Campionato Misto A-B Centro-Sud il Bari ha disputato 34 partite, 14 sono le vittorie, 5 i pareggi, 15 le sconfitte, 37 i gol fatti, 56 i gol subiti.
- Nel Campionato di Divisione Nazionale il Bari ha disputato 30 partite, 6 sono le vittorie, 10 i pareggi, 14 le sconfitte, 38 i gol fatti, 61 i gol subiti.
- 42 sono le partite di spareggio, playoff e playout disputate dal Bari nella sua storia: 14 sono le vittorie, 14 i pareggi, 14 le sconfitte, 56 i gol segnati, 49 i gol subiti (dato aggiornato al 17 maggio 2025).
- Miglior piazzamento in Serie A: 7º posto nella stagione 1946-1947
- Punti massimi ottenuti in serie A: 38 punti - 1947-1948 a 21 squadre; 50 punti - 2009-2010 a 20 squadre con la vittoria a 3 punti.
- Maggior numero di vittorie in A: 16 - 1946-1947 a 20 squadre
- Vittorie consecutive in Serie B: 6 - 2008-09[3]
- Risultati utili consecutivi in Serie B: 16 - 1988-1989 (2 serie), 2008-09[4][5]
- Risultati utili consecutivi in assoluto: 25, in Serie C 2019-2020.
- Eugenio Fascetti detiene il record di allenatore più longevo sulla panchina del Bari (in tutto più di 5 anni, dal 4 dicembre 1995 al 2 maggio 2001); il precedente record era quello di Gaetano Salvemini (3 anni e 3 mesi: dal 1º luglio 1988 a 5 ottobre 1991) e assieme, Bruno Bolchi, Lauro Toneatto e Francesco Capocasale, tutti per 3 anni sulla panchina biancorossa.
- Vittoria più larga: Cynthia Genzano-Bari 0-9 (Serie C 1974-1975).[6]
- Sconfitta più larga: Inter-Bari 9-1 (Serie A 1948-1949); Milan-Bari 9-1 (Serie A 1949-1950)
- Maggior numero di campionati di Serie A terminati all'ultimo posto: cinque volte (1940-1941, 1963-1964, 1969-1970, 2000-2001 e 2010-2011). Record relativo al solo calcio italiano.
- Nella classifica media punti a partita della Serie A, il Bari è al 21º posto con 1,05 punti (classifica formata da squadre che hanno totalizzato almeno 20 stagioni nella stessa serie citata).

## Statistiche individuali

### Allenatori
- 190  Eugenio Fascetti (1995-2001)
- 188  Lauro Toneatto (1966-1969, 1970-1972)
- 158  Enrico Catuzzi (1978-1979, 1980-1983, 1986-1988)
- 142  Giuseppe Materazzi (1992-1996, 2006-2008)
- 135  Francesco Capocasale (1948-1949, 1950-1951, 1953-1956, 1959-1961, 1964-1965)
- 127  András Kuttik (1934-1936, 1939-1940, 1941-1942, 1946-1949)
- 111  Gaetano Salvemini (1988-1992)
- 102  Bruno Bolchi (1983-1986)
- 96  Federico Allasio (1950-1951, 1956-1958, 1961-1962)
- 95  Raffaele Costantino (1939-1943, 1944-1947, 1948-1949, 1950-1952)

| Serie A - 152 Eugenio Fascetti (1995-1996, 1997-2001) - 87 András Kuttik (1935-1936, 1939-1940, 1946-1949) - 77 Paolo Tabanelli (1958-1960, 1963-1964) - 73 Gaetano Salvemini (1989-1992) - 62 Gian Piero Ventura (2009-2011) - 60 Tony Cargnelli (1936-1938) - 46 Giuseppe Materazzi (1994-1996) - 44 György Sárosi (1948-1950) - 41 Raffaele Costantino (1939-1940, 1942-1943 1946-1947, 1948-1949) - 34 Luigi Ferrero (1939-1941) 34 Arpad Weisz (1931-1932) | Serie B - 158 Enrico Catuzzi (1978-1979, 1980-1983, 1986-1988) - 154 Lauro Toneatto (1967-1969, 1970-1972) - 96 Giuseppe Materazzi (1992-1994, 2006-2008) 96 Federico Allasio (1950-1951, 1956-1958, 1961-1962) - 84 Vincenzo Torrente (2011-2013) 84 Guido Carboni (2004-2006) - 65 Antonio Conte (2007-2009) 65 Antonio Renna (1979-1981) - 51 Michele Mignani (2022-2023) - 51 Carlo Regalia (1972-1974) - 49 Davide Nicola (2014-2016) 49 Francesco Capocasale (1955-1956, 1964-1965) |
| Serie C/C1 - 47 Luciano Pirazzini (1974-1976) - 38 Giacomo Losi (1976-1977) - 36 Michele Mignani (2021-2022) - 34 Bruno Bolchi (1983-1984) 34 Lauro Toneatto (1966-1967) 34 Francesco Capocasale (1954-1955) - 26 Hugo Lamanna (1965-1966) - 25 Vincenzo Vivarini (2019-2020) - 24 Gaetano Auteri (2020-2021) - 20 Gianni Seghedoni (1975-1976) 20 Vincenzo Marsico (1951-1952)                                                                                 | Serie D/IV Serie - 34 Giovanni Cornacchini (2018-2019) - 30 Francesco Capocasale (1953-1954) 30 Raffaele Sansone (1952-1953) |

### Lista dei capitani
| Calciatore           | Ruolo | Stagioni al club                 | Stagioni da capitano | Presenze | Reti |
| -------------------- | ----- | -------------------------------- | -------------------- | -------- | ---- |
| …                    |       |                                  |                      |          |      |
| Elio Grani           | D     | 1950-1951 e 1953-1956            | 1953-1956 (3)        | 121      | 1    |
| Luigi Bretti         | A     | 1950-1952 e 1953-1958            | 1956-1958 (2)        | 208      | 69   |
| Mario Mazzoni        | C     | 1953-1963                        | 1958-1963 (5)        | 313      | 23   |
| Biagio Catalano      | A     | 1956-1965                        | 1963-1965 (2)        | 190      | 49   |
| Alcide Baccari       | D     | 1959-1966                        | 1965-1966 (1)        | 193      | 4    |
| Angelo Carrano       | C     | 1959-1960 e 1961-1967            | 1966-1967 (1)        | 149      | 2    |
| Bruno Cicogna        | A     | 1958-1968                        | 1967-1968 (1)        | 262      | 36   |
| Manlio Muccini       | D/C   | 1967-1972                        | 1968-1972 (4)        | 174      | 4    |
| Vittorio Spimi       | D     | 1969-1976                        | 1972-1976 (4)        | 251      | 2    |
| Pierluigi Consonni   | D     | 1972-1977                        | 1976-1977 (1)        | 162      | 1    |
| Arduino Sigarini     | C     | 1972-1978                        | 1977-1978 (1)        | 185      | 24   |
| Angelo Frappampina   | D     | 1974-1982                        | 1978-1982 (4)        | 194      | 6    |
| Carmelo Bagnato      | C     | 1978-1983                        | 1982-1983 (1)        | 175      | 20   |
| Antonio Lopez        | C     | 1971-1973 e 1983-1985            | 1983-1985 (2)        | 88       | 6    |
| Giorgio De Trizio    | D     | 1980-1989                        | 1985-1989 (4)        | 273      | 12   |
| Antonio Di Gennaro   | C     | 1988-1991                        | 1988-1990 (2)        | 64       | 4    |
| Pietro Maiellaro     | C     | 1987-1991                        | 1990-1991 (1)        | 119      | 26   |
| David Platt          | C     | 1991-1992                        | 1991-1992 (1)        | 29       | 11   |
| Giovanni Loseto      | D     | 1982-1993                        | 1992-1993 (1)        | 318      | 13   |
| Emiliano Bigica      | C     | 1993-1995                        | 1993-1995 (2)        | 60       | 2    |
| Igor Protti          | A     | 1992-1996                        | 1995-1996 (1)        | 112      | 46   |
| Thomas Doll          | C     | 1996-1998                        | 1996-1997 (1)        | 45       | 4    |
| Klas Ingesson        | C     | 1995-1998                        | 1997-1998 (1)        | 94       | 11   |
| Luigi Garzya         | D     | 1996-2000                        | 1998-2000 (2)        | 116      | 0    |
| Daniel Andersson     | C     | 1998-2001                        | 2000-2001 (1)        | 97       | 16   |
| Rachid Neqrouz       | D     | 1997-2003                        | 2001-2003 (2)        | 160      | 6    |
| Gaetano De Rosa      | D     | 1997-2004                        | 2003-2004 (1)        | 210      | 12   |
| Antonio Bellavista   | C     | 1996-1997 e 2000-2008            | 2004-2007 (3)        | 249      | 5    |
| Jean François Gillet | P     | 2000-2003 e 2004-2011            | 2007-2011 (4)        | 353      | -408 |
| Massimo Donati       | C     | 2009-2012 e 2014-2016            | 2011-2012 (1)        | 133      | 7    |
| Francesco Caputo     | A     | 2008-2009, 2010-2011 e 2011-2015 | 2012-2015 (4)        | 142      | 47   |
| Matteo Contini       | D     | 2014-2016                        | 2015-2016 (1)        | 45       | 0    |
| Vaggelīs Moras       | D     | 2016-2017                        | 2016-2017 (1)        | 23       | 0    |
| Franco Brienza       | A     | 2016-2019                        | 2017-2019 (2)        | 79       | 11   |
| Valerio Di Cesare    | D     | 2015-2017, 2018-2024             | 2019-2024 (5)        | 225      | 21   |
| Francesco Vicari     | D     | 2022-                            | 2024- (1)            | 92       | 1    |

Dato aggiornato al 27 gennaio 2025.

### Presenze calciatori
| Campionato - 353 Jean François Gillet (2000-2003, 2004-2011) - 318 Giovanni Loseto (1982-1993) - 313 Mario Mazzoni (1953-1963) - 273 Giorgio De Trizio (1980-1989) - 262 Bruno Cicogna (1958-1968) 251 Vittorio Spimi (1969-1976) - 249 Antonio Bellavista (1996-1997, 2000-2008) - 236 Alessandro Carlini (1939-1943, 1945-1950) - 235 Aurelio Galli (1968-1976) - 230 Angelo Terracenere (1981-1983, 1985-1993) | Coppa Italia - 49 Giorgio De Trizio (1980-1989) - 43 Giovanni Loseto (1982-1993) - 29 Francesco Cuccovillo (1981-1987) - 28 Angelo Terracenere (1981-1983, 1985-1993) - 24 Maurizio Laureri (1986-1989, 1990-1994) 24 Massimo Carrera (1986-1991) - 22 Salvatore Guastella (1983-1989) 22 Antonio Elia Acerbis (1981-1984) 22 Alberto Cavasin (1983-1986) 22 Carmelo Bagnato (1978-1983) |

| Serie A - 179 Alessandro Carlini (1939-1941, 1942-1943, 1946-1950) - 127 Ivo Isetto (1940-1941, 1946-1950) - 123 Gérson (1989-1991, 1994-1996) - 120 Raffaele Mancini (1936-1940, 1942-1943) - 110 Angelo Terracenere (1985-1986, 1989-1992) - 109 Leonardo Costagliola (1940-1941, 1942-1943, 1946-1948) 109 Onofrio Fusco (1937-1941, 1942-1943, 1946-1947) - 108 Primo Andrighetto (1937-1941) - 107 Biagio Catalano (1958-1961, 1963-1964) - 105 Rachid Neqrouz (1997-2001) | Serie B - 260 Jean François Gillet (2001-2003, 2004-2009) - 212 Giorgio De Trizio (1980-1983, 1984-1985, 1986-1989) - 207 Antonio Bellavista (1996-1997, 2001-2007) - 182 Giovanni Loseto (1982-1983, 1984-1985, 1986-1989, 1992-1993) - 175 Carmelo Bagnato (1978-1983) - 175 Cristian Galano (2008-2009, 2011-2015, 2017-2018, 2022-2023) - 170 Stefano Sabelli (2012-2016, 2016-2018) - 162 Alessandro Gazzi (2004-2009) - 159 Marino Defendi (2011-2016) - 158 Aurelio Galli (1968-1969, 1970-1974) |
| Serie C/C1 - 107 Pierpaolo Scarrone (1974-1977) - 103 Arduino Sigarini (1974-1977) - 100 Antonio D'Angelo (1974-1977) - 97 Pierluigi Consonni (1974-1977) - 93 Mirco Antenucci (2019-2022) - 90 Pierluigi Frattali (2019-2022) - 73 Arcangelo Sciannimanico (1974-1977) 73 Vittorio Spimi (1974-1976) - 71 Mattia Maita (2020-2022) - 70 Raffaele Bianco (2019-2022) | Serie D/IV Serie - 54 Antonio Cancellieri (1952-1954) - 52 Guido Citarelli (1952-1954) - 49 Livio Filiput (1952-1954) - 44 Angelo Maccagni (1952-1954) - 39 Mario Mazzoni (1953-1954) - 38 Elio Grani (1953-1954) - 37 Luigi Bretti (1953-1954) - 36 Davide Marfella (2018-2019) 36 Emilio Buttarelli (1953-1954) - 35 Valerio Di Cesare (2018-2019) |

### Marcatori
| Campionato - 69 Luigi Bretti (1950-1952, 1953-1958) - 58 Mirco Antenucci (2019-2023) - 54 Mihály Vörös (1948-1953) - 52 Gionatha Spinesi (1998-2004) - 49 Biagio Catalano (1956-1966) - 47 Francesco Caputo (2008-2009, 2010-2011, 2011-2015) - 46 Igor Protti (1992-1996) - 45 Raffaele Costantino (1928-1930, 1935-1939) - 43 Giuseppe Scategni (1929-1933) - 41 Lucio Mujesan (1966-1968, 1971-1972) | Serie A - 31 Igor Protti (1994-1996) - 25 Paolo Erba (1958-1961) - 24 Phil Masinga (1997-2001) - 23 Ottorino Dugini (1938-1941) 23 Mihály Vörös (1948-1950) - 19 Biagio Catalano (1958-1961, 1963-1964) - 18 Paulo Vitor Barreto (2008-2011) 18 João Paulo (1989-1992) 18 Raffaele Rossini (1931-1933, 1935-1937) - 17 Sandro Tovalieri (1994-1995) |

| Serie B - 46 Francesco Caputo (2008-2009, 2010-2011, 2011-2015) - 43 Gionatha Spinesi (2000-2004) - 41 Cristian Galano (2008-2009, 2011-2015, 2017-2018, 2022-) - 40 Giuseppe Scategni (1929-1931) - 39 Vincenzo Santoruvo (2004-2008) - 32 Luigi Bretti (1950-1951, 1955-1958) - 30 Biagio Catalano (1961-1963, 1964-1965) - 29 Piero Bottaro (1929-1931) - 28 Maurizio Iorio (1980-1982) 28 Alfredo Marchionneschi (1933-1935) | Serie C/C1 - 49 Mirco Antenucci (2019-2022) - 29 Luigi Bretti (1951-1952, 1954-1955) - 26 Pierpaolo Scarrone (1974-1977) - 20 Lucio Mujesan (1966-1967) - 18 Italo Florio (1974-1977) 18 Mihály Vörös (1951-1952) - 17 Arcangelo Sciannimanico (1974-1977) - 16 Franco Galletti (1965-1967) 16 Domenico Penzo (1976-1977) 16 Arduino Sigarini (1974-1977) |

| Serie D/IV Serie - 14 Raffaele Gamberini (1953-1954) - 13 Roberto Floriano (2018-2019) 13 Simone Simeri (2018-2019) - 11 Livio Filiput (1952-1954) - 9 Samuele Neglia (2018-2019) - 8 Luigi Bretti (1953-1954) - 7 Valerio Di Cesare (2018-2019) 7 Alessandro Lorenzetto (1953-1954) 7 Mario Mazzoni (1953-1954) 7 Antonio Cancellieri (1952-1954) | Coppa Italia 7 Lucio Mujesan (1967-1968, 1971-1972) - 6 Gabriele Messina (1983-1984) - 6 Paolo Monelli (1988-1990) 6 Gionatha Spinesi (1998-2004) - 5 Edi Bivi (1984-1987) - 5 Walid Cheddira (2021-2023) 5 Paolo Erba (1958-1961) 5 Igor Protti (1992-1996) - 4 Luigi Anaclerio (2000-2003, 2004-2006) 4 David Platt (1991-1992) |

| Spareggi - 9 Raffaele Gamberini (1953-1954) 5 Livio Filiput (1952-1955) - 4 Paolo Erba (1957-1961) 3 Antonio Cancellieri (1952-1954, 1955-1957) - 3 Cristian Galano (2011-2015, 2016-2018) - 3 Mirco Antenucci (2019-2023) 2 Dario Gay (1930-1933) 2 Mario Mazzoni (1953-1955, 1956-1962) - 2 Joao Pedro Pereira Da Silva (2013-2014) 2 Alessandro Rosina (2015-2016) |

### Rigoristi
| Campionato - 22 Pierpaolo Scarrone (1973-1978) - 21 Mirco Antenucci (2019-2023) - 15 Paulo Vitor Barreto (2008-2011) - 13 Daniel Andersson (1998-2001) - 12 Edi Bivi (1984-1987) - 11 Gionatha Spinesi (1998-2004) 11 Lucio Mujesan (1966-1968, 1971-1972) - 10 Mario Fara (1968-1972) - 8 Davide Carrus (2004-2007) - 8 Mihaly Voros (1947-1953) |

### Cronologia dei gol
| Serie A - 1 Ercole Bodini (27 settembre 1931 – Bari-Bologna 1-2) - 500 Paolo Erba (22 maggio 1960 – Bari-Juventus 1-3) - 978 Erik Huseklepp (22 maggio 2011 – Bologna-Bari 0-4) | Serie B - 1 Francesco Rastelli (13 ottobre 1929 – Bari-Parma 6-0) - 500 Bruno Cicogna (13 maggio 1962 – Bari-Monza 4-1) - 1.000 Franco Baldini (22 maggio 1983 – Cremonese-Bari 1-1) - 1.500 Davide Carrus (29 aprile 2006 – Bari-Pescara 2-2) - 2.000 Ânderson Miguel da Silva (2 aprile 2018 – Avellino-Bari 1-2) - 2.150 Andrea Favilli (9 maggio 2025 – Cittadella-Bari 3-1) |

| Serie C - 1 Mihály Vörös (9 settembre 1951 – Benevento-Bari 1-1) - 500 Andrea D’Errico (22 dicembre 2021 – Bari-Potenza 2-0) - 518 Mattia Maita (10 aprile 2022 - Bari-Avellino 1-0) | Serie D - 1 Alberto Bonaretti (28 settembre 1952 - Bari-Benevento 1-1) - 163 Andrea Feola (5 maggio 2019 - Roccella-Bari 2-1) |

### Presenze allo stadio
- 58.206 Bari-Cagliari 0-1 (11 giugno 2023)
- 55.490 Bari-Inter 1-1 (2 dicembre 1990)
- 55.464 Bari-Juventus 0-0 (23 febbraio 1992)
- 55.361 Bari-Juventus 0-2 (12 febbraio 1995)
- 54.697 Bari-Juventus 2-0 (25 novembre 1990)
- 53.872 Bari-Milan 1-0 (1 ottobre 1995)
- 53.774 Bari-Juventus 0-5 (19 ottobre 1997)
- 51.943 Bari-Milan 0-2 (21 febbraio 2010)
- 51.855 Bari-Inter 2-2 (16 gennaio 2010)
- 51.853 Bari-Milan 0-1 (27 ottobre 1991)
- 51.819 Bari-Juventus 3-1 (13 dicembre 2009)

### Abbonati
| Campionato 22/23-07/08 - 7.154 2024/2025 (Serie B) - 8.809 2023/2024 (Serie B) - 7.651 2022/2023 (Serie B) - 0 2021/2022 (Serie C) - 0 2020/2021 (Serie C) - 7.806 2019/2020 (Serie C) - 7.680 2018/2019 (Serie D) - 9.003 2017/2018 (Serie B) - 10.350 2016/2017 (Serie B) - 11.026 2015/2016 (Serie B) - 11.019 2014/2015 (Serie B) - 0 2013/2014 (Serie B) - 5.837 2012/2013 (Serie B) - 4.440 2011/2012 (Serie B) - 14.057 2010/2011 (Serie A) - 13.154 2009/2010 (Serie A) - 6.290 2008/2009 (Serie B) - 1.704 2007/2008 (Serie B) Campionato 06/07-87/88 - 4.140 2006/2007 (Serie B) - 3.094 2005/2006 (Serie B) - 2.267 2004/2005 (Serie B) - 2.743 2003/2004 (Serie B) - 2.762 2002/2003 (Serie B) - 2.162 2001/2002 (Serie B) - 8.036 2000/2001 (Serie A) - 11.706 1999/2000 (Serie A) - 10.517 1998/1999 (Serie A) - 12.862 1997/1998 (Serie A) - 3.163 1996/1997 (Serie B) - 13.063 1995/1996 (Serie A) - 10.146 1994/1995 (Serie A) - 2.740 1993/1994 (Serie B) - 4.863 1992/1993 (Serie B) - 21.912 1991/1992 (Serie A) - 13.184 1990/1991 (Serie A) - 10.855 1989/1990 (Serie A) - 6.300 1988/1989 (Serie B) - 4.967 1987/1988 (Serie B) Campionato 86/87-67/68 - 5.685 1986/1987 (Serie B) - 13.376 1985/1986 (Serie A) - 6.387 1984/1985 (Serie B) - 2.336 1983/1984 (Serie C) - 4.850 1982/1983 (Serie B) - 2.928 1981/1982 (Serie B) - 6.304 1980/1981 (Serie B) - 5.837 1979/1980 (Serie B) - 6.495 1978/1979 (Serie B) - 3.411 1977/1978 (Serie B) - 1.438 1976/1977 (Serie C) - 1.967 1975/1976 (Serie C) - 810 1974/1975 (Serie C) - 4.071 1973/1974 (Serie B) - 2.911 1972/1973 (Serie B) - 2.840 1971/1972 (Serie B) - 7.436 1970/1971 (Serie B) - 14.479 1969/1970 (Serie A) - 5.846 1968/1969 (Serie B) - 6.390 1967/1968 (Serie B) |